# Ochsenfurts flygplats
Ochsenfurts flygplats (tyska: Flugplatz Ochsenfurt) (ICAO: EDGJ) är certifierad som flygplats för allmänflyg (Sonderlandeplatz). Den är belägen i omedelbar närhet av Ochsenfurt i Unterfranken, distriktet Würzburg. Landningsbanan är ett gräsfält i riktning 10/28 och med längden 512 meter och är 20 meter bred.
Gräsbanan används för segelflygplan, motorsegelflygplan, ultralätta flygplan och för motorflygplan med en maximal startvikt på upp till två ton, så länge som take-off-distansen inte överskrider 516 meter och landningsdistansen 280 meter inte överskrids.